# Trachyspermum scaberulum
Trachyspermum scaberulum är en flockblommig växtart som först beskrevs av Adrien René Franchet, och fick sitt nu gällande namn av H.Wolff. Trachyspermum scaberulum ingår i släktet ajowaner, och familjen flockblommiga växter.

## Underarter
Arten delas in i följande underarter:
- T. s. ambrosiifolium
- T. s. scaberulum